# Starunja
Starunja (ukrainisch und russisch Старуня; polnisch Starunia) ist ein Dorf in der ukrainischen Oblast Iwano-Frankiwsk in der Westukraine mit etwa 1900 Einwohnern.

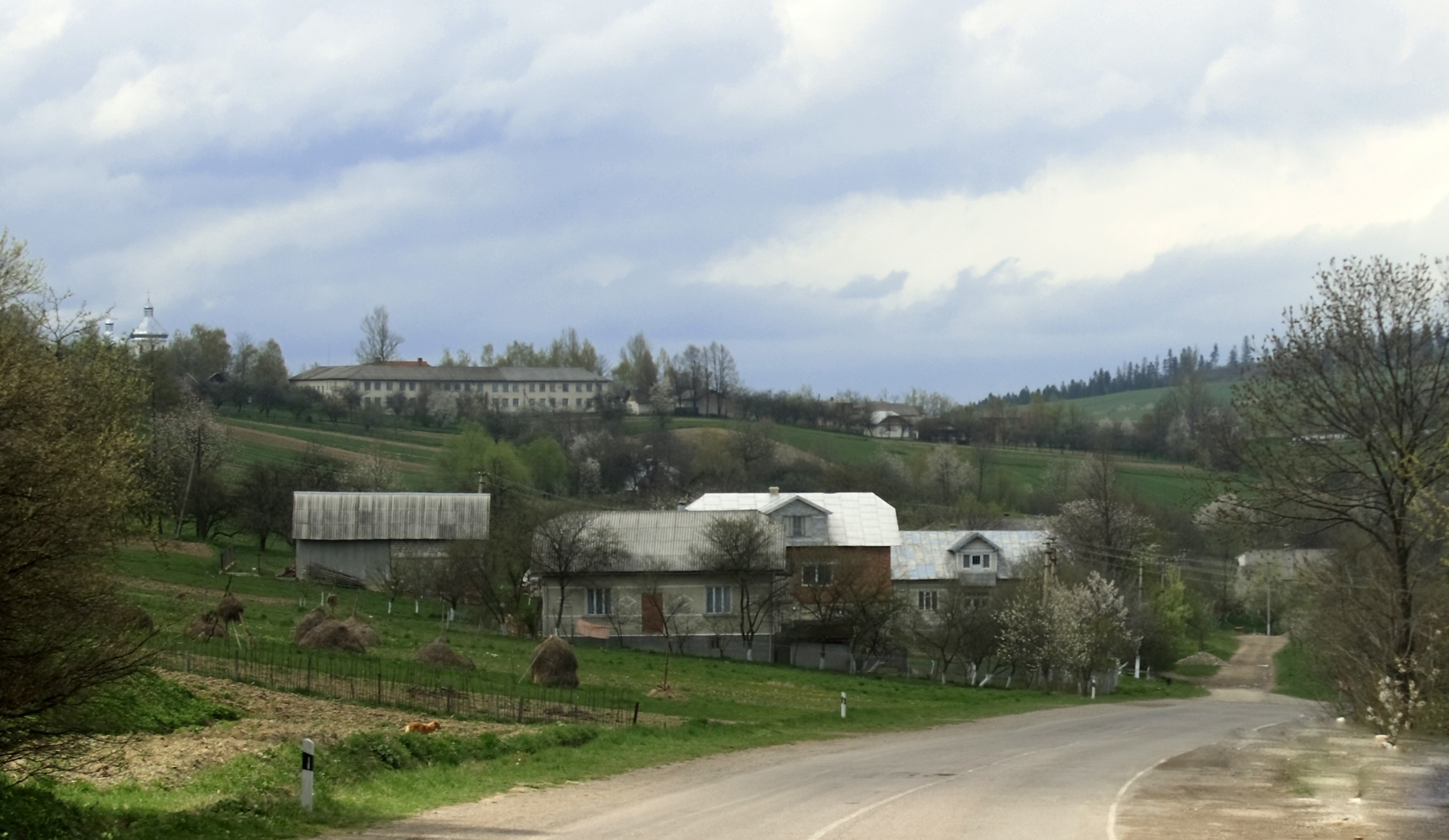
Blick auf den Ort

Die Ortschaft liegt im Süden der historischen Landschaft Galizien am Flüsschen Lukowez (Луковець), etwa 11 Kilometer südlich vom ehemaligen Rajonzentrum Bohorodtschany und 28 Kilometer südwestlich vom Oblastzentrum Iwano-Frankiwsk entfernt.
Am 12. Juni 2020 wurde das Dorf ein Teil neu gegründeten Siedlungsgemeinde Bohorodtschany im Rajon Iwano-Frankiwsk; bis dahin bildete es zusammen mit dem Dorf Lastiwzi (Ластівці) die Landratsgemeinde Starunja (Старунська сільська рада/Starunska silska rada) im Rajon Bohorodtschany.
Der Ort wurde 1378 zum ersten Mal schriftlich erwähnt, lag zunächst in der Adelsrepublik Polen-Litauen, Woiwodschaft Ruthenien und kam 1772 als Staruni, später Starunia zum damaligen österreichischen Kronland Galizien (bis 1918 dann im Bezirk Nadwórna).
Nach dem Ende des Ersten Weltkrieges kam er zu Polen, war hier ab 1921 als Starunia in die Woiwodschaft Stanislau, Powiat Nadwórna als Hauptort der Gmina Starunia eingegliedert und wurde im Zweiten Weltkrieg erst von der Sowjetunion und ab 1941 bis 1944 von Deutschland besetzt und dem Distrikt Galizien angeschlossen. Nach der Rückeroberung durch sowjetische Truppen 1944 kam er 1945 wiederum zur Sowjetunion und wurde in die Ukrainische SSR eingegliedert, seit 1991 ist der Ort Teil der heutigen Ukraine.
Zu Beginn des 20. Jahrhunderts wurden im Ort mehrere Ozokeritvorkommen entdeckt und mit dem Abbau begonnen, 1929 wurde dabei ein fast vollständig erhaltenes Skelett eines Wollnashorns entdeckt, insgesamt kam es zum Fund von vier Nashörnern und einem Mammut im Ortsgebiet.

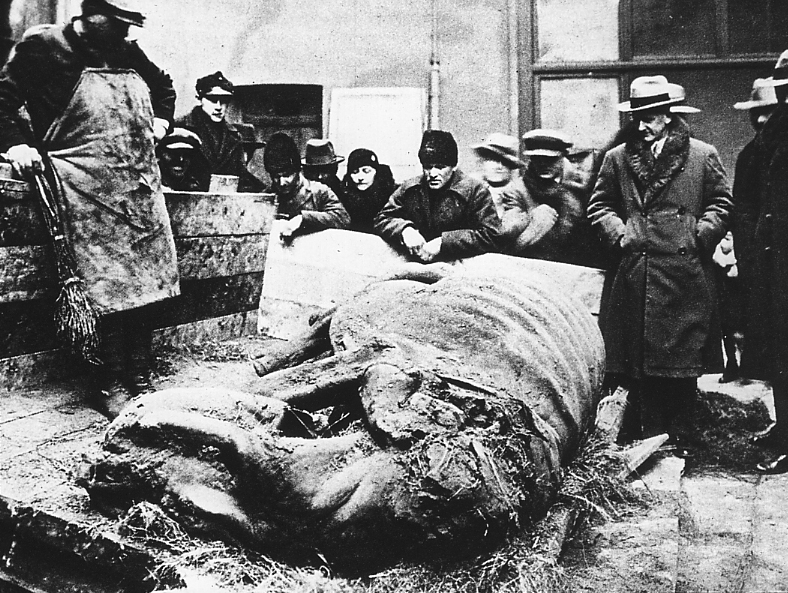
Mumifizierter Kadaver eines Wollnashorns